# Вилије ле Бел
Вилије ле Бел (фр. Villiers-le-Bel) град је у Француској, у департману Долина Оазе.
По подацима из 1999. године број становника у месту је био 26.145.

## Демографија
| 1962.  | 1968.  | 1975.  | 1982.  | 1990.  | 1999.  | 2011.  |
| ------ | ------ | ------ | ------ | ------ | ------ | ------ |
| 12.797 | 19.119 | 21.876 | 24.808 | 26.110 | 26.145 | 27.428 |